# Zhang Hui (patinage de vitesse sur piste courte)
Pour les articles homonymes, voir Zhang Hui.
Zhang Hui (chinois simplifié : 张会 ; chinois traditionnel : 張會 ; pinyin : Zhāng Huì), née le 8 mars 1988 à Harbin, est une patineuse de vitesse sur piste courte chinoise.

## Palmarès

### Jeux olympiques
| Épreuve / Édition | Vancouver 2010 |
| ----------------- | -------------- |
| Relais 3000 m     | Or             |